# Jacob Kastelic
Jacob Kastelic (né le 4 janvier 1897 à Vienne, mort le 2 août 1944 dans la même ville) est un résistant autrichien au nazisme.

## Biographie
Fils d'un boulanger, il entre au Gymnasium Fichtnergasse en 1908. En tant qu'étudiant dans le besoin, il est exempté des frais de scolarité pour la première année en raison de ses excellentes notes et pour la quatrième année, une bourse annuelle. Pendant la Première Guerre mondiale, le 11 août 1915, il est enrôlé et promu lieutenant de réserve. En octobre 1915, il obtient le Kriegabitur avec mention. Au cours de la guerre, il est victime d'une attaque en juillet 1916 et d'une pénétration pulmonaire en octobre 1916.
Après l'armistice, il s'inscrit à la faculté de droit de Vienne et obtient son doctorat le 22 décembre 1924. En 1934, il prend un emploi au service autrichien du travail qui devient en 1935 le ministère fédéral des affaires sociales. En 1937, il épouse une fille de coiffeur de Vienne-Hietzing ; deux fils naissent du mariage (Norbert, Gerhard).
L'engagement politique de Kastelic commence dans des organisations de jeunesse catholiques telles que la congrégation des Ouvriers chrétiens de Saint-Joseph-de-Calasanz. En 1924, il s'inscrit au Parti chrétien-social et candidat au conseil local et en 1930 à l'occasion des dernières élections du parlement de la Première République. Depuis sa création par le professeur tyrolien Hans Bator (après l'idée de Kurt Schuschnigg), Kastelic appartient à l'Ostmärkische Sturmscharen, une organisation paramilitaire qui s'est transformée plus tard en une « organisation culturelle ». En 1933-1934, Kastelic est le secrétaire viennois de l'Ostmärkische Sturmscharen, jusqu'en 1938 à la tête de l'association sociale et économique de l'organisation.
Après l'Anschluss en mars 1938, le ministère autrichien est dissous et Kastelic doit travailler comme assistant dans le bureau de l'avocat Karl Schreiner.
La même année, Kastelic fonde le Mouvement de libération de la Grande Autriche et cherche à entrer en contact avec d'autres mouvements de résistance en Autriche. Le groupe est théorique et fait peu d'actions. En été 1940, le groupe est trahi par l’acteur Otto Hartmann et Kastelic est arrêté le 23 juillet 1940. En décembre 1940, il est emmené au tribunal de Vienne, transféré à Anrath à l’été 1941 dans la prison pénale, puis transféré au centre de détention de Hamborn et, en janvier 1943, transféré à nouveau à Anrath. En novembre de la même année, Kastelic, qui souffre de problèmes de santé dus à la malnutrition, doit être amené au procès à Vienne, mais le voyage est repoussé pendant plusieurs semaines, car les chemins de fer et le réseau de transport sont touchés par la guerre.
Avec quelques membres, il est condamné à mort le 1er mars 1944 dans un procès pour trahison. Cinq demandes de révision et la demande de grâce de sa mère sont rejetées. La peine est exécutée le 2 août 1944, il est décapité à la hache.
Le corps de Kastelics est retrouvé après la guerre en 1945 à l'institut d'anatomie et enterré le 27 octobre 1945 au cimetière de Vienne-Penzing. Pendant la dictature national-socialiste, les corps de centaines de combattants de la résistance exécutés sont remis à l'Institut anatomique de l'université de Vienne.